# Andreas Bretschneider
Andreas Bretschneider (* 4. August 1989 in Berlin) ist ein deutscher Kunstturner.
Bretschneider belegte bei den Turn-Europameisterschaften 2014 in Sofia mit der Mannschaft den 4. Platz. Beim Turnier der Meister gewann er 2013, 2014 und 2016 das Reck-Finale.
Er ist Sportsoldat in der Sportfördergruppe der Bundeswehr. Im November 2014 zeigte er beim DTB-Pokal in Stuttgart ein neues Turnelement am Reck. Der Kovács-Salto mit zwei Längsachsendrehungen wurde als Bretschneider in die offiziellen Wertungsvorschriften als H-Wertteil aufgenommen. Es ist das erste Turnelement mit dem eigens eingeführten Schwierigkeitswert von 0,80 (Höchstschwierigkeit).